# Sea-Doo
A Sea-Doo é uma marca registrada de motos aquáticas, motores de popa e sport boats, pertencente à Bombardier Recreational Products, empresa do grupo canadense Bombardier.
Todos os modelos Sea-Doo são acionados por um jato de água acionado por impulsor. Todos os modelos Sea-Doo PWC são produzidos nas fábricas da BRP em Querétaro e Juárez, México . Seus motores Rotax são produzidos na fábrica da BRP em Gunskirchen, na Áustria . Em 2016, a Sea-Doo tinha uma participação de 45,8% no mercado de PWC.

## História

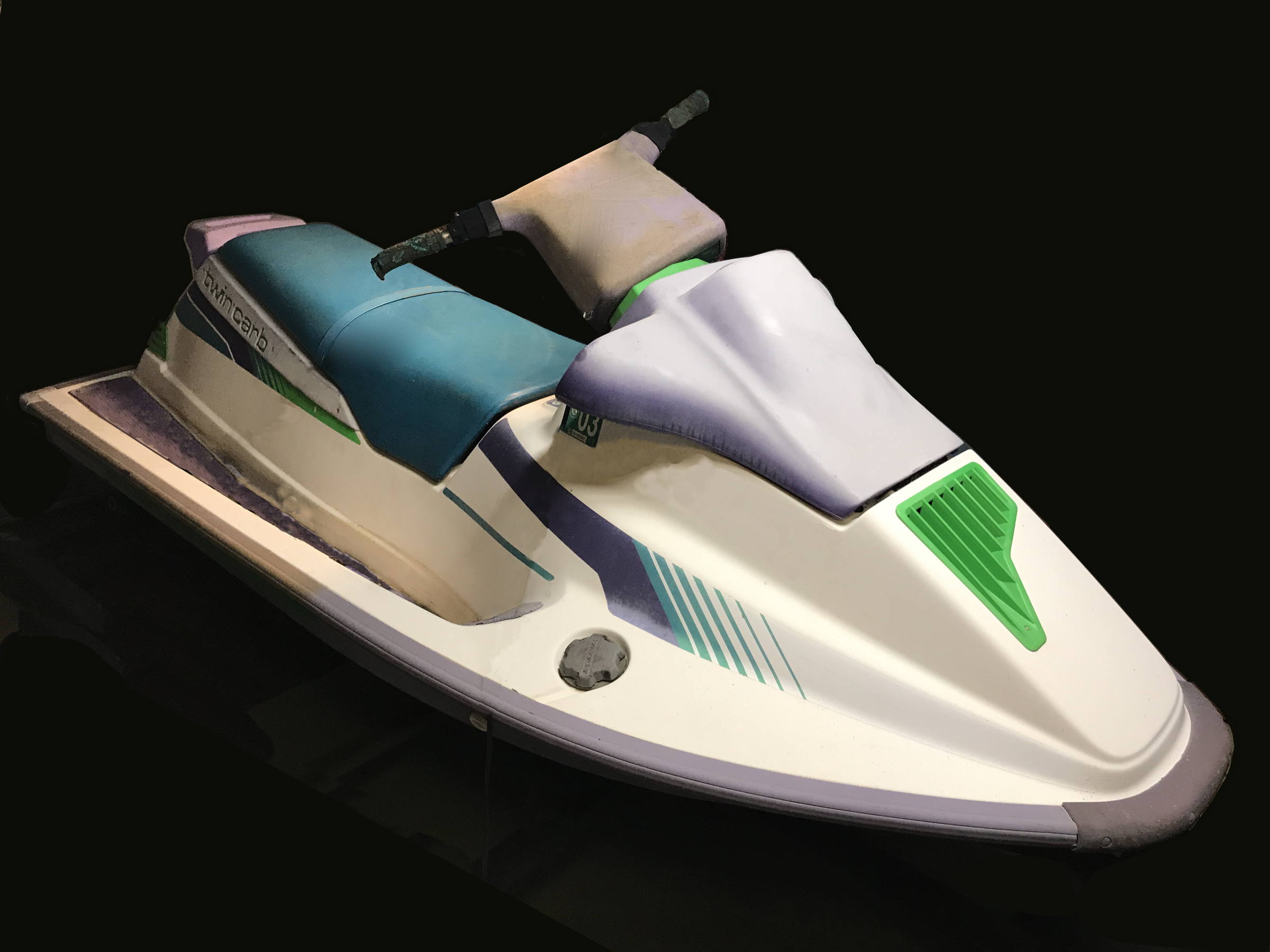
1992 SeaDoo XP geração um, o PWC estilo runabout original de alto desempenho.

A Bombardier apresentou sua primeira embarcação pessoal em 1968, chamada Bombardier Sea-Doo. Foi projetado por Clayton Jacobson II, que mais tarde desenvolveria a embarcação Kawasaki Jet Ski de maior sucesso. Também fortemente envolvido estava Laurent Beaudoin da Bombardier, que estava interessado em expandir o sucesso do snowmobile Ski-Doo para o mercado PWC. Anunciado como o "Aqua Scooter movido a jato", o Sea-Doo amarelo original tinha 5 pés de largura e 7,5 pés de comprimento, lembrando um disco voador. Em 1968, era movido por um motor de 320 cc refrigerado a ar com velocidade máxima de 40 km/h. Após reclamações de superaquecimento e ineficiência, foi substituído em 1969 por um motor de 372 cc refrigerado a água. Havia reclamações comuns sobre o desconforto de seu assento plano e do guidão de aço inoxidável minimamente acolchoado fornecido pela Ski-Doo. Após apenas dois anos no mercado, foi descontinuado.
O Sea-Doo foi reintroduzido em 1988 como sua própria marca sob a Bombardier. Em 1995, as vendas anuais do Sea-Doo atingiram mais de 100.000 unidades, sinalizando uma reviravolta nas vendas em declínio da empresa. Em 1997, a empresa tinha $ 212 milhões em vendas, recapturando mais da metade do mercado de PWC. Em 2022, durante a invasão russa da Ucrânia, as embarcações pessoais Sea-Doo convertidas em veículos explosivos de superfície não tripulados foram usadas para atacar embarcações navais russas na Base Naval de Sebastopol .

## modelos
Existem cinco categorias de modelos Sea-Doo: Recreation, Tow Sports, Touring, Sport Fishing e Performance.
Os barcos esportivos a jato Sea-Doo incluíam um Sportster 150 de quatro lugares com 155 cv ou 215 hp, um Speedster 150 de quatro lugares com 255 hp, e um Speedster 200 de sete lugares com 310 hp, e um Speedster 230 com espaço para até doze pessoas. O modelo Wake 200 foi feito para wakeboard e os dois modelos Challenger eram menos esportivos e mais luxuosos: um Challenger 180 menor e um Challenger 210 maior. Em 2012, a BRP interrompeu a produção de barcos esportivos, citando um declínio nas vendas globais na indústria marítima. Isso significou a perda de 350 empregos, incluindo a maioria na fábrica de Benton, Illinois .
O Sea-Doo Spark, lançado em 2014, tinha como objetivo atrair novos compradores para o mercado decrescente de PWC. Este modelo esteve em desenvolvimento por oito anos e recebeu o codinome CAFE (limpo, acessível, divertido e fácil de usar). Ele usava um casco polytec exclusivo e uma estrutura de convés para reduzir custos e peso. O Spark rapidamente se tornou o modelo Sea-Doo mais vendido.
Em agosto de 2021, eles lançaram um barco estilo pontão chamado Switch.
Linha Sea-Doo 2022
- Sea-Doo Spark 2UP
- Sea-Doo Spark 3UP
- Sea-Doo Spark TRIXX 2UP
- Sea-Doo Spark TRIXX 3UP
- Sea-Doo GTI 90
- Sea-Doo GTI 130
- Sea-Doo GTI SE 130
- Sea-Doo GTI SE 170
- Sea-Doo GTX 170
- Sea-Doo GTX 230
- Sea-Doo GTX 300
- Sea-Doo GTX limitada 300
- Sea-Doo GTR 230
- Sea-Doo RXT-X 300
- Sea-Doo RXP-X 300
- Sea-Doo Wake 170
- Sea-Doo Wake Pro 230
- Sea-Doo Fish Pro Scout
- Sea-Doo Fish Pro Sport
- Troféu Sea-Doo Fish Pro
- Sea-Doo Switch (Pontoon Boat)
- Sea-Doo Switch Sport (Pontoon Boat)
- Sea-Doo Switch Cruise (Pontoon Boat)